# Liste der Monuments historiques in Neuf-Brisach
Die Liste der Monuments historiques in Neuf-Brisach verzeichnet alle klassifizierten und eingetragenen Monuments historiques in der elsässischen Gemeinde Neuf-Brisach.

## Liste der Bauwerke
| Bezeichnung                   | Beschreibung | Standort                                         | Kennzeichnung | Schutzstatus   | Datum          | Bild           |
| ----------------------------- | --- | ------------------------------------------------ | ------------- | -------------- | -------------- | -------------- |
| Zeughaus                      | Das Zeughaus wurde zu Beginn des 19. Jahrhunderts als Waffenlager und -werkstatt errichtet. Es steht am Rande des Place de l’Arsenal. Die beiden rechtwinklig zueinander stehenden Gebäudeteile sind über ein schräg stehendes Portal verbunden, das den Zugang zu einem Hof ermöglicht. Nach schweren Schäden im Zweiten Weltkrieg blieb nur die Frontfassade erhalten. Ecklisenen und ein Geschossgesims aus Sandstein gliedern das Gebäude. Im Erdgeschoss bieten mächtige Rundbögen Zugang zum Inneren. Im ersten Stock sind hochrechtwinklige Fenster mit geradem Sturz verbaut. Das verbindende Portal ist aus Sandsteinquadern errichtet worden. Über einem hohen Rundbogentor mit auskragendem Schlussstein zieht sich das Mauerwerk bis über den Traufbereich der Gebäude fort und endet in einem Dreiecksgiebel, der Reste von einem Relief zeigt. | 2 place de l’Arsenal (Lage)                      | PA00085555    | Inscrit        | 1932           | weitere Bilder |
| Kaserne Serano                | Von den ehemals vier Kasernen der Festung ist diese die einzig im Original erhaltene. Sie wurde zwischen 1704 und 1709 von Jean-Baptiste de Règemorte errichtet und diente einem Regiment als Sitz. 1921 erwarb der Straßburger Industrielle Alphonse Elter als Lager für Rohstoffe zur Papierherstellung. Im Zweiten Weltkrieg wurde das Gebäude schwer beschädigt. 1946 erwarb es die Stadt. In der Folge wurde das Gebäude mehrmals an Privatleute weiterverkauft, die es als Unterkunft für Gastarbeiter nutzten. Lange stand das Gebäude dann leer, bevor es renoviert wurde. Heute dient es als Wohnhaus. Der dreigeschossige Putzbau mit fünf Fensterachsen und Satteldach wird von Ecklisenen aus Sandstein und Geschossgesimsen gegliedert. | 15 rue d’Angoulême (Lage)                        | PA00085750    | Inscrit        | 1989           | weitere Bilder |
| Kaserne Suzonni               | Die Kaserne wurde zwischen 1704 und 1709 von Jacques Tarade erbaut und diente als Schule für Artillerieoffiziere. Ab 1888 wurde hier eine Schule für Unteroffiziere untergebracht, nachdem die Garnison ausgebaut worden war. Der lang gestreckte Gebäuderiegel mit Satteldach wird von Lisenen und Geschossgesimsen gegliedert. Der Putzbau besitzt zwei Geschosse, auf denen ein Mezzaningeschoss aufsitzt. Am westlichen Ende überragt ein dreigeschossiger Putzbau mit schmalem Mezzaningeschoss den restlichen Gebäuderiegel. Geqauderte Pilaster rahmen die Eingangstür in der mittleren der fünf Achsen und tragen eine gerade auskragende Verdachung. Die Sohlbank des darüber liegenden Fensters ist mit dem Giebelfeld des Portals verkröpft. Voluten begleiten es und leiten über zu einem gesprengten Giebel, der das Fenster bekrönt. Ein Zwerchhaus mit Uhr ragt in den Dachbereich. Abgeschlossen wird dieses von einem gesprengten Segmentgiebel mit Wappenschild und einem kleinen Obelisken.                                                                     | 1, 21 cité Suzonni (Lage)                        | PA00085556    | Inscrit        | 1989           |                |
| Kirche St-Louis               | Die Kirche St. Ludwig wurde in den Jahren 1732 bis 1736 nach Plänen des Architekten François Chevalier im Stil des Barock erbaut. Die zweigeschossige Westfassade wird von Lisenen, Eckquaderungen und Gesimsen gegliedert. Das Erdgeschoss ist fensterlos, die darüber liegenden Fensteröffnungen mit Rund- und Segmentbogen wurden vermauert. Ein hohes Rundbogenportal bildet den Eingang zur Kirche. Der Baukörper wird zentral von einem Dreiecksgiebel überragt. Dahinter erhebt sich ein Schweifgiebel, in dessen Zentrum ein mächtiger Fassadenturm über quadratischem Grundriss errichtet wurde. Hinter dieser westwerkähnlichen Fassade setzt sich ein eingezogenes Kirchenschiff fort. Zwei einem niedrigeren Querhaus ähnliche Kapellen schließen sich an, auf die ein leicht eingezogener Chor mit dreiseitigem Schluss folgt. Die flache Decke des Saales geht über eine breite Hohlkehle in die Wände über. Decken und Wände sind mit flach stuckierten Feldern verziert. Der barocke Hochaltar stammt aus dem Unterelsass und wurde im 18. Jahrhundert geschaffen. | 26 place d’Armes (Lage)                          | PA00085557    | Classé         | 1939           | weitere Bilder |
| Hôtel du Gouvernement         | Das langgestreckte Gebäude ist ein zweigeschossiger Putzbau mit neun Achsen. Im Zentrum sitzt ein Mittelrisalit mit abschließendem Dreiecksgiebel. Pilaster rahmen den Risaliten mit seinem rundbogigen Eingangsportal. Auf zwei Konsolen ruht darüber ein mächtiger Balkon mit schmiedeeisernem Gitter, den man über eine Fenstertür betritt. Die Fenster im Erdgeschoss schließen mit Segmentbögen ab, die im Obergeschoss mit geradem Sturz. | 6 place d’Armes (Lage)                           | PA00085558    | Inscrit        | 1932           | weitere Bilder |
| Hôtel de Ville                | Das Rathaus der Stadt wurde 1700 im Stil der anderen Barockgebäude der Festung erbaut. Seine Nordfassade wurde im 19. Jahrhundert verändert. Der zweigeschossige Putzbau besitzt ein hohes und steiles Walmdach, in dessen Zentrum ein Dachreiter mit Uhr und offener Laterne sitzt. Sandsteinlisenen und ein Sockelgesims gliedern das Gebäude mit sieben zu zwei Fensterachsen. Die Schaufassade wird von einem Mittelrisaliten mit Dreiecksgiebel beherrscht. Sandsteinbänder schmücken das Erdgeschoss und setzen sich als Ecklisenen in den ersten Stock fort. Über dem schmucklosen Eingang sitzt ein Balkon mit schmiedeeisernem Geländer. | Place du Marché 4 rue de l’Hôtel-de-Ville (Lage) | PA00085563    | Inscrit        | 1932           | weitere Bilder |
| Wohnhaus                      | Barockes Wohnhaus aus dem 18. Jahrhundert | 13 rue de Colmar (Lage)                          | PA00085562    | Inscrit        | 1932           | weitere Bilder |
| Maison Grünwasser             | Benannt ist der zweigeschossige traufständige Putzbau mit Mansardwalmdach und Eckquaderung nach seinem Besitzer Anfang der 1930er Jahre. Das Gebäude stammt aus dem 18. Jahrhundert, das Erdgeschoss ist jedoch nicht mehr im Original erhalten. Auffällig ist das barocke Portal. Zwei Pilaster aus ockerfarbenem Sandstein umrahmen eine rechteckige Tür und tragen einen Dreiecksgiebel, in dessen Giebelfeld eine Kartusche mit den Initialen des ehemaligen Besitzers sitzt. Der Innenhof wird von einer Galerie umlaufen. In der Tür zur Seitenstraße hat sich das originale Türblatt mir krummlinigem Muster erhalten. | 24 place d’Armes (Lage)                          | PA00085561    | Inscrit        | 1932           | weitere Bilder |
| Maison des Lieutenants du Roi | Der zweigeschossige Putzbau mit Mansardwalmdach entstand zu Beginn des 19. Jahrhunderts für die königlichen Offiziere. Es besitzt sechs Achsen, wobei die sechste Achse nur im Erdgeschoss vorhanden ist und als Rundbogentor ausgeführt wurde. In der dritten Achse sitzt im Erdgeschoss eine rechtwinklige Tür mit profilierten Gewände und Verdachung. Darüber befindet sich ein Balkon mit schmiedeeisernem Geländer und den Initialen DG. Das Tor wird von schmalen Pilastern gerahmt, die einen gesprengten Segmentgiebel tragen. Im Bogenfeld sitzt eine von Ornamenten umrahmte Kartusche mit der Jahreszahl 1710. Sie stammt von dem Château de l’Isenbourg in Rouffach. | 16 place d’Armes (Lage)                          | PA00085560    | Inscrit        | 1932           |                |
| Maison d’Officiers            | Das Offiziershaus liegt am zentralen Place d’Armes. Der traufständige zweigeschossige Putzbau mit Walmdach besitzt an der Fassade fünf Fensterachsen mit Sandsteinlaibung. In der zentralen Achse des Erdgeschosses sitzt ein Sandsteinportal. Zwei Pilaster umrahmen eine Tür mit Segmentbogen und tragen ein Gebälk, auf dem ein Segmentgiebel ruht. Das Gebäude stammt aus der Erbauungszeit der Festung vom Anfang des 18. Jahrhunderts. | 4 place d’Armes (Lage)                           | PA00085559    | Inscrit        | 1932           | weitere Bilder |
| Place d’Armes                 | Der quadratische Platz liegt im Zentrum der alten Festung und ist von einem Netz rechtwinkliger Straßen umgeben. Er ist von zwei Baumreihen umsäumt. Im Zentrum steht ein großer Brunnen aus Sandstein, an jeder Ecke ein weiterer Ziehbrunnen. Die Randbebauung wurde im Zweiten Weltkrieg teilweise zerstört, repräsentative Barockbauten sind aber im Original erhalten geblieben, darunter auch die katholische Kirche St-Louis. | Place d’Armes (Lage)                             | PA00085564    | Classé         | 1939           | weitere Bilder |
| Tor des Fort Mortier          | Die Festung Mortier lag nordöstlich von Neuf-Brisach direkt am Rhein und wurde 1675 geschaffen. Die dreieckige Festungsanlage war eine Öffnung im äußeren Verteidigungswall über ein Tor im inneren Wall zugänglich. Die kleine Festungsanlage schütze den Zugang über den Rhein nach Breisach. Erhalten ist von dem einstigen Bollwerk nicht mehr viel mehr als das Tor und wenige Meter der Festungsmauern. Das mächtige Portal wird von vier breiten Pilastern auf hohem Sockel gerahmt. Es endet in einer profilierten auskragenden Verdachung. Im Zentrum über dem Eingangstor ist ein ovales Wappenfeld erkennbar. | Port Rhénan (Lage)                               | PA00085565    | Inscrit        | 1932           |                |
| Stadtbefestigung              | 1666 bis 1708 erbaute Festungsmeister Sébastien Le Prestre de Vauban hier seine letzte Festung. Die Bastion ist ein regelmäßiges Oktogon in einem sternförmig angelegten, doppelten Festungsgürtel. Vier Tore öffnen den Zugang zur Stadt: Basler, Colmarer, Belforter und Straßburger Tor. Sie gilt als eines der wenigen vollständig erhaltenen Beispiele für den Festungsbau Vaubans und seiner Zeit. | (Lage)                                           | PA00085566    | Inscrit Classé | 1932 1962 1963 | weitere Bilder |

## Liste der Objekte
| Bezeichnung                           | Beschreibung                                                                                              | Standort                      | Kennzeichnung | Schutzstatus | Datum | Bild           |
| ------------------------------------- | --- | ----------------------------- | ------------- | ------------ | ----- | -------------- |
| Flachrelief Heiliger Nikolaus         | mit Rahmen; Holz, bemalt, drittes Viertel des 18. Jahrhunderts                                            | im Hospital (Lage)            | PM68001259    | Inscrit      | 2004  |                |
| Flachrelief Taufe Christi             | Holz, bemalt, drittes Viertel des 18. Jahrhunderts                                                        | im Hospital (Lage)            | PM68001136    | Inscrit      | 2004  |                |
| Hauptaltar                            | Retabel und zwei Gemälde; Holz, farbig gefasst und vergoldet, sowie Ölfarbe auf Leinwand, 18. Jahrhundert | in der Kirche St-Louis (Lage) | PM68000264    | Classé       | 1975  | weitere Bilder |
| Gemälde Marienkrönung                 | Ölfarbe auf Leinwand, Holzrahmen, zweite Hälfte des 18. Jahrhunderts                                      | im Hospital (Lage)            | PM68001135    | Inscrit      | 1984  |                |
| Flachrelief Heiliger Gregor der Große | Holz, zweite Hälfte des 18. Jahrhunderts                                                                  | im Hospital (Lage)            | PM68001260    | Inscrit      | 2000  |                |
| Kreuzigungsgruppe                     | Holz, farbig gefasst, 18. Jahrhundert                                                                     | in der Kirche St-Louis (Lage) | PM68000265    | Classé       | 1982  |                |
| Flachrelief Heiliger Augustinus       | Holz, zweite Hälfte des 18. Jahrhunderts                                                                  | im Hospital (Lage)            | PM68001261    | Inscrit      | 2000  |                |